# IMG Models
IMG Models ist eine Modelagentur mit Sitz in New York und Außenstellen in Paris, London, Mailand und Sydney. IMG Models ist eine Tochter der vor allem in der Sportrechtevermarktung tätigen International Management Group.
Unter anderem sind Models wie Gigi Hadid, Kate Moss, Heidi Klum, Gisele Bündchen, Maye Musk und auch einige wenige Schauspielerinnen wie Drew Barrymore dort unter Vertrag. Die Männerabteilung wurde 2007 jedoch an die (mittlerweile nicht mehr existierende) Firma Public Image Worldwide verkauft. Im Oktober 2012 eröffnete IMG Models eine neue Men’s Division in New York.
In Deutschland hat die Agentur durch die Show Germany’s Next Topmodel eine gewisse Bekanntheit erreicht, da die Gewinnerinnen der ersten drei Staffeln Lena Gercke, Barbara Meier und Jennifer Hof als Preis bei IMG Models unter Vertrag genommen wurden. Inzwischen wird keine von ihnen mehr von der Agentur vertreten. Auch die drittplatzierte der zweiten Staffel Hana Nitsche, sowie die in der dritten Staffel freiwillig früh ausgeschiedene Anna Vanessa Hegelmaier wurden im Nachhinein von IMG unter Vertrag genommen. Die US-Amerikanerin Yoanna House, Gewinnerin der zweiten Staffel von America’s Next Top Model, war ebenfalls bei IMG unter Vertrag. Seit Beginn der vierten Staffel von Germany’s Next Topmodel bringt der Gewinn des Titels für die Teilnehmerinnen keinen Vertrag mit der Agentur mehr mit sich.